# Воскохори
Воскохори или Чобанли (на гръцки: Βοσκοχώρι, катаревуса Βοσκοχώριον, Воскохорион, до 1927 година Τσιομπανλή, Чубанли или Τσοπουλή, Цопули) е село в Гърция, в дем Кожани, област Западна Македония.

## География
Воскохори е разположено североизточно от Кожани, на 770 m надморска височина, в югозападните склонове на Каракамен (Вермио).

## История
Край селото е открита раннохристиянска базилика.

### В Османската империя
В края на XIX век Чобанли турско село в Кожанска каза на Османската империя. Според статистиката на Васил Кънчов („Македония. Етнография и статистика“) през 1900 година в Чобанли, Кожанска каза, има 216 турци.
На Етнографската карта на Битолския вилает на Картографския институт в София от 1901 година Чобанли е чисто турско село в Кожанската каза на Серфидженския санджак с 49 къщи.
Според статистика на Серфидженския санджак на гръцкото консулство в Еласона от 1904 година в Чобанли (Τζουμπανλή), Кожанска каза, живеят 275 турци.

### В Гърция
През Балканската война в 1912 година в селото влизат гръцки части и след Междусъюзническата в 1913 година остава в Гърция. В 1913 година селото (Τσομπανλή) има 360 жители. През 20-те години населението му се изселва в Турция и на негово място са настанени гърци туркофони, бежанци от Турция. В 1928 година селото е изцяло бежанско с 64 семейства и 260 жители бежанци.
През 1927 година името на селото е сменено на Воскохори.
Населението традиционно произвежда тютюн, жито, овошки и други земеделски продукти, като се занимава и със скотовъдство.
| Име   | Име         | Ново име | Ново име | Описание                            |
| ----- | ----------- | -------- | -------- | ----------------------------------- |
| Цаири | Τσαΐρι Ράχη | Ливади   | Λιβάδι   | връх в Каракамен на СИ от Воскохори |

| Година    | 1913 | 1920 | 1928 | 1940 | 1951 | 1961 | 1971 | 1981 | 1991 | 2001 | 2011 | 2021 |
| --------- | ---- | ---- | ---- | ---- | ---- | ---- | ---- | ---- | ---- | ---- | ---- | ---- |
| Население | 360  | 400  | 283  | 423  | 403  | 314  | 208  | 204  | 258  | 169  | 120  | 85   |